# Guido Gündisch
Guido Gündisch (* 20. August 1884 in Hermannstadt, Königreich Ungarn; † 9. April 1952 in Ulm, Deutschland) war ein siebenbürger Politiker und Rechtsanwalt. Er gehörte zeitweise dem ungarischen Reichstag an.

## Leben und Beruf

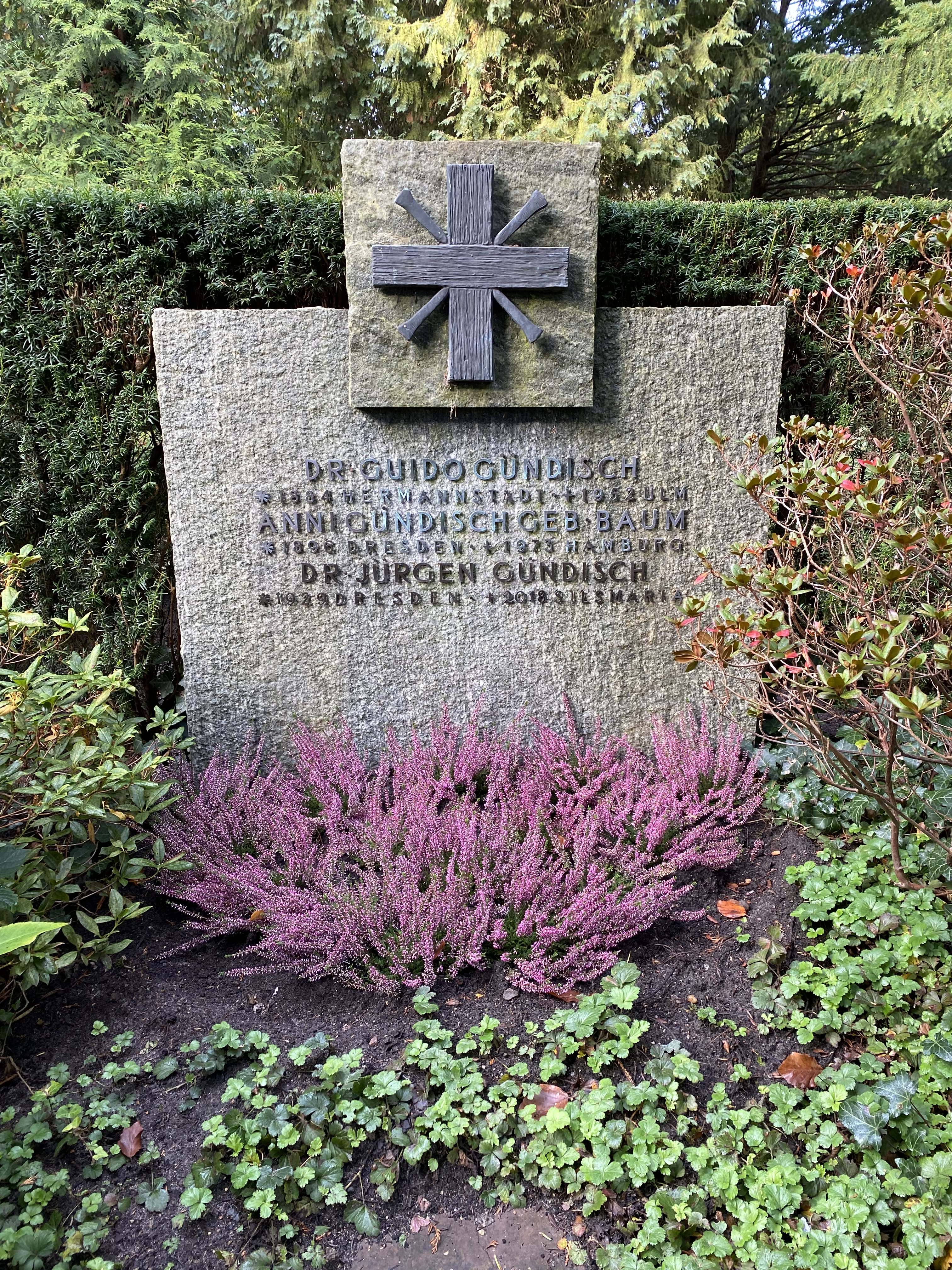
Grabstätte

Gündisch, der der Volksgruppe der siebenbürger Sachsen angehörte, wurde in Hermannstadt als Sohn von Georg Gündisch, der später ungarischer Parlamentsabgeordneter wurde, geboren. Er besuchte zunächst das evangelische Gymnasium in Budapest und ab 1899 dasjenige in Prešporok, wo er 1902 sein Abitur ablegte. Anschließend studierte er von 1902 bis 1907 Rechts- und Staatswissenschaften an den Universitäten Wien, Budapest, Berlin und Klausenburg. Nachdem er 1907 in Klausenburg zum Dr. jur. promoviert worden war, war er anschließend bis 1910 Advokatskandidat (entspricht dem deutschen Rechtsreferendariat) in Hermannstadt, Agnetheln und Budapest, wo er die Advokatursprüfung ablegte. Anschließend ließ er sich als Rechtsanwalt zunächst in Hermannstadt und ab 1917 in Elisabethstadt nieder. Von 1917 bis 1945 war er sodann in Budapest als Rechtsanwalt aktiv. Gegen Kriegsende floh er mit seiner Familie erst nach Dresden und dann weiter nach Österreich. 1946 zog er nach Ulm. Um auch in Deutschland wieder als Rechtsanwalt arbeiten zu können, legte er 1947 in Stuttgart die große juristische Staatsprüfung ab. Anschließend war er in Ulm rechtsanwaltlich tätig, bis er 1952 an einem Gehirnschlag starb.

## Politik
Gündisch war zunächst von Ende 1909 bis Sommer 1910 als Vertreter der „Grünen“, einer Abspaltung der Sächsischen Volkspartei, für einen Hermannstadter Wahlkreis Mitglied des ungarischen Reichstags. Von 1914 bis 1918 vertrat er dort den Wahlkreis Agnetheln. Im Gegensatz zur Sächsischen Volkspartei, die die Zusammenarbeit der Siebenbürger Sachsen mit den Banater Schwaben ablehnte, sprachen sich Gündischs Grüne für eine Zusammenarbeit aus.

## Familie
1909 heiratete Gündisch Anni Baum aus der Familie des nachmaligen Bundesinnenministers Gerhart Baum. Er war Vater eines Sohnes, des nachmaligen Hamburger CDU-Abgeordneten Herbert-Jürgen Gündisch, und einer Tochter. Seine letzte Ruhestätte erhielt er auf dem Nienstedtener Friedhof.